# بخش گوتام بود ناگار
بخش گوتام بود ناگار (به انگلیسی: Gautam Buddh Nagar district) یک منطقهٔ مسکونی در هند است که در Meerut division واقع شده‌است. بخش گوتام بود ناگار ۱٬۴۴۲ کیلومتر مربع مساحت و ۱٬۶۴۸٬۱۱۵ نفر جمعیت دارد.